# Mario Haim
Mario Haim (geboren 1987) ist ein deutscher Professor und Lehrstuhlinhaber für Kommunikationswissenschaft mit dem Schwerpunkt Computational Communication Research am Institut für Kommunikationswissenschaft und Medienforschung an der Ludwig-Maximilians-Universität München.

## Leben
Haim absolvierte zunächst eine Ausbildung als Betriebsinformatiker, bevor er dann im Jahr 2008 ein Studium der Sozialwissenschaften an den Universitäten Augsburg, Helsinki und München begann, das er im Jahr 2014 abschloss. Von 2014 bis 2018 war er dann als wissenschaftlicher Mitarbeiter in München tätig, ging dann als Gastdozent an die süddänische Universität Odense, wo er im Jahr 2015 dozierte. Anschließend absolvierte er im Jahr 2016 ein Jahr als Gastwissenschaftler am Tow Center for Digital Journalism der Columbia Journalism School in New York. 
Im Jahr 2018 wurde Haim schließlich mit einer Dissertation zum Thema Orientierung von Online-Journalismus an seinen Publika promoviert. Von Januar bis November 2019 ging er als Postdoctoral Researcher an die Universität Stavanger, außerdem war er im selben Jahr OsloMet Digital Journalism Research Fellow an der Oslomet-Universität.
Von November 2019 bis Februar 2022 folgte eine Tätigkeit als Juniorprofessor für Datenjournalismus an der Universität Leipzig, bevor Haim den Ruf auf den neu geschaffenen Lehrstuhl für Kommunikationswissenschaft mit dem Schwerpunkt Computational Communication Research an der Ludwig-Maximilians-Universität München erhielt.

## Forschung und Lehre
Zu seinen Forschungsgebieten gehören Politische Kommunikation, Computational Journalism, algorithmisch kuratierte Medienumgebungen und Methodenforschung. Haim erforscht welchen Einfluss Algorithmen auf die öffentliche Kommunikation haben. Er beschäftigt sich ferner mit der Plattformisierung von Nachrichten, „der Vielfalt von Google-Treffern und etwa der Frage, wie Suchmaschinen zur Verhinderung von Suiziden beitragen können, sowie Stereotypen und Sexismus bei Nutzer-Kommentaren über Journalistinnen und Journalisten oder die Anfälligkeit für Fake News in sozialen Medien je nach politischer Orientierung.“
Haim ist Mitglied eines interdisziplinäre Forschungsvorhabens mit dem Thema Der Einfluss humoristisch intendierter Kommunikation auf politische Entscheidungsfindung im Rahmen des Klimawandels, das das Zusammenspiel von digitaler Transformation, Umwelt und Nachhaltigkeit untersucht.

## Publikationen (Auswahl)
- Mit D. Leiner, V.Hase: Integrating data donations into online surveys. Medien & Kommunikationswissenschaft 2023, 71(12), S. 130–137. doi:10.5771/1615-634X-2023-1-2-130.
- Mit Jungblut: How open is communication science? Analyzing open-science principles in the field. Annals of the International Communication Association, Advance Online Publication 2023. doi:10.1080/23808985.2023.2201601
- Mit C. Puschmann: Opening up data, tools, and practices: Collaborating with the future. Digital Journalism 2023, 11(2), S. 1–8. doi:10.1080/21670811.2023.2174894.
- Mit C. Neuberger: The paradox of knowing more and less. Audience metrics and the erosion of epistemic standards on the internet. Studies in Communication and Media 2022, 11(4), S. 566–589, doi:10.5771/2192-4007-2022-4-566.
- Mit B. Wilczek: Wie kann Künstliche Intelligenz die Effizienz von Medienorganisationen steigern? (How can Artificial Intelligence increase media organizations' efficiency?) Medienwirtschaft 2023, 19(4), S. 44–50, doi:10.15358/1613-0669-2022-4-44.
- Mit S. Scherr, F. Arendt: Algorithms without frontiers? How language-based algorithmic information disparities for suicide crisis information sustain digital divides over time in 17 countries. Information, Communication & Society, Advance Online Publication 2022, doi:10.1080/1369118X.2022.2097017.
- Mit J. Breuer, Z. Kmetty, S. Stier: User-centric approaches for collecting Facebook data in the 'post-API age': Experiences from two studies and recommendations for future research. Information, Communication & Society, Advance Online Publication. 2022, doi:10.1080/1369118X.2022.2097015.
- M. Haim: The German data journalist in 2021. Journalism Practice, Advance Online Publication. 2022, doi:10.1080/17512786.2022.2098523.